# Pečatoslovlje
Pečatoslovlje ili sfragistika (grč. sphragís -  pečat, također i sigilografija), pomoćna je povijesna znanost koja proučava pečate, izradu i razvoj pečata i pečatnjaka kao izvora povijesnih podataka. Važna je u tumačenju diplomatike, numizmatike i genealogije.

## Poveznice
- Pomoćne povijesne znanosti